# 威尔士 (路易斯安那州)
威尔士（英語：Welsh），是美国路易斯安那州下属的一座城市。根据2010年美国人口普查，该市有人口3,226人。建置上，属于“town”。